# Le ragioni del cuore (miniserie televisiva)
Le ragioni del cuore è una miniserie televisiva italiana andata in onda nel 2002 su Rai 1, con la regia di Luca Manfredi.
Protagonista è Andreina Cecconi (Irene Ferri), una giovane psicologa che, in attesa di riuscire a lavorare in clinica, si adatta ai lavori più disparati: dalla tassista, fornendo durante i viaggi consulenze gratuite ai clienti, all'animatrice di feste per bambini.
Al suo fianco, sempre pronti a sostenerla, ci sono il padre (Luigi Diberti) e la sorella Rosamaria (Sabrina Impacciatore), sempre alle prese con le sue disavventure sentimentali.